# Era Quhila
Era Quhila est un réservoir qui se trouve dans le woreda d’Inderta au Tigré en Éthiopie. Le barrage a été construit en 1997 par le Ministère Régional de l’Agriculture.

## Caractéristiques du barrage
- Hauteur : 180 mètres
- Longueur de la crête : 15 mètres
- Capacité d’origine : 1 185 000 m3

## Irrigation
- Périmètre irrigué planifié : 87 ha
- Aire irriguée réellement en 2002 : 25 ha

## Environnement
Le bassin versant du réservoir a une superficie de 12,86 km2, et une longueur de 4 550 mètres. Le réservoir subit une sédimentation rapide,. La lithologie du bassin est composée de Schiste d’Agula et un peu de Dolérite de Mekelle. Une partie des eaux du réservoir est perdue par percolation ; un effet secondaire et positif est que ces eaux contribuent à la recharge des aquifères.